# Auchenipterinae
Auchenipterinae es una de las dos subfamilias de peces siluriformes de agua dulce en las que está dividida la familia de los auqueniptéridos. Las especies que integran sus 18 géneros se distribuyen en aguas subtropicales y tropicales del centro y norte de Sudamérica.

## Taxonomía
Descripción original

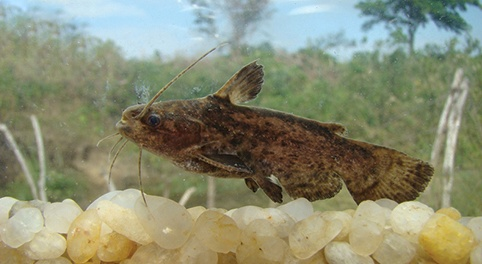
Trachelyopterus galeatus.

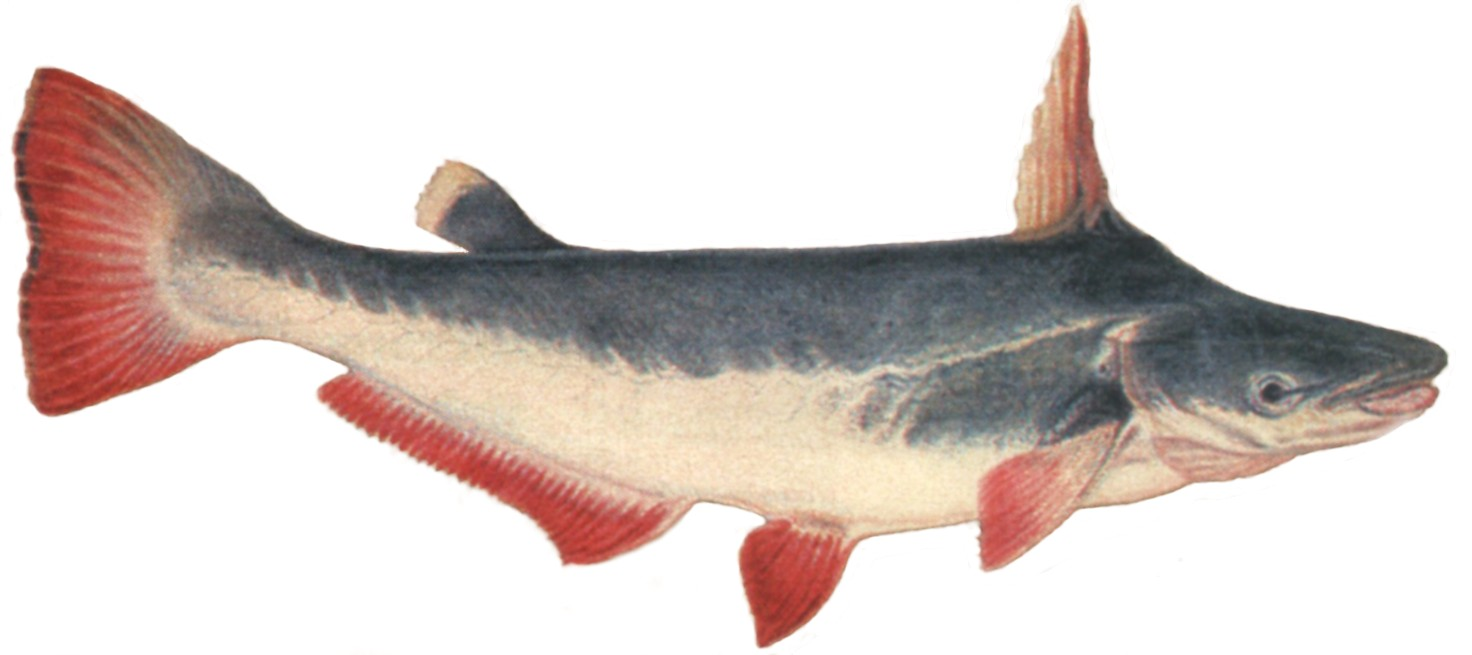
Ageneiosus militaris.

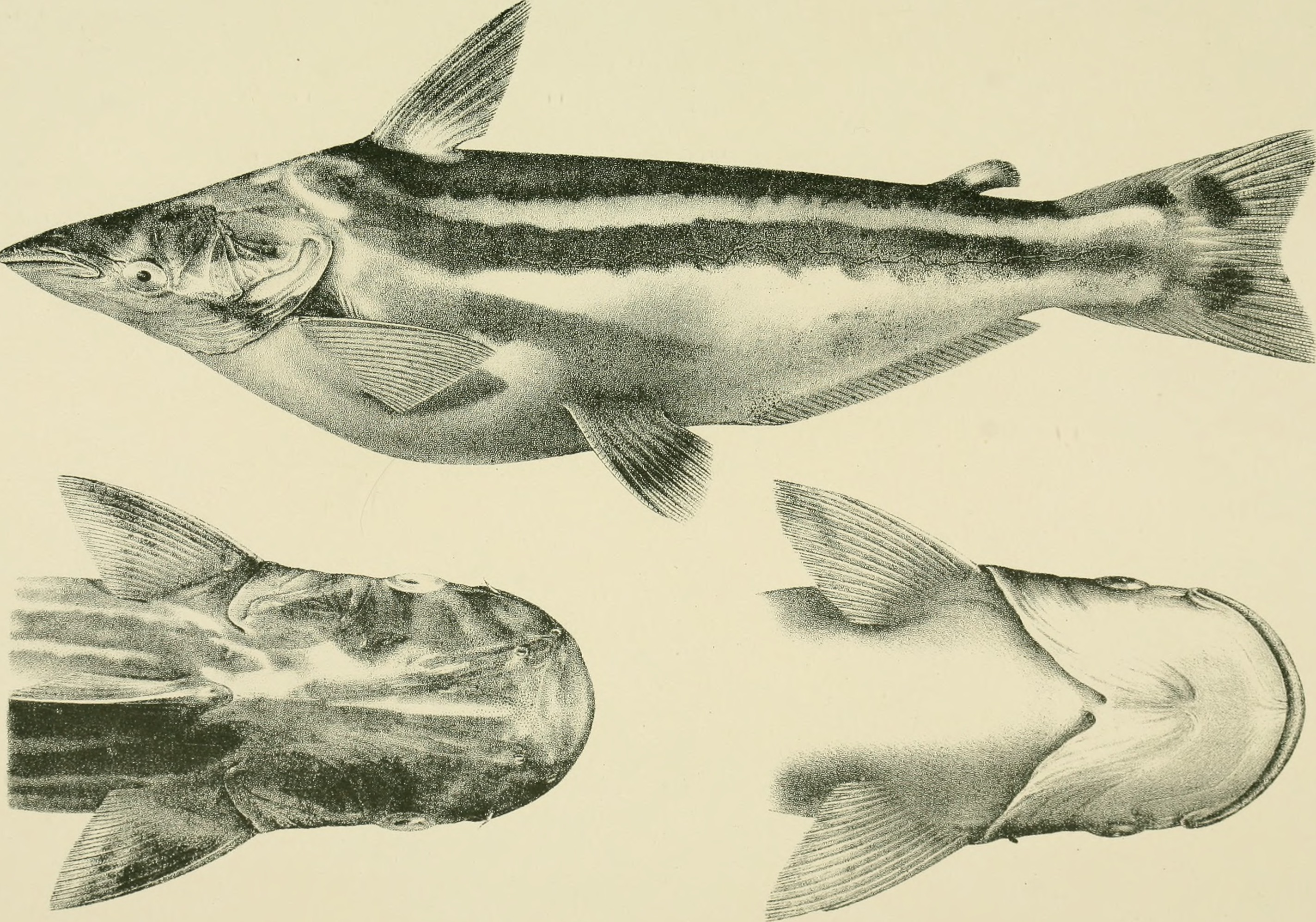
Ageneiosus vittatus.

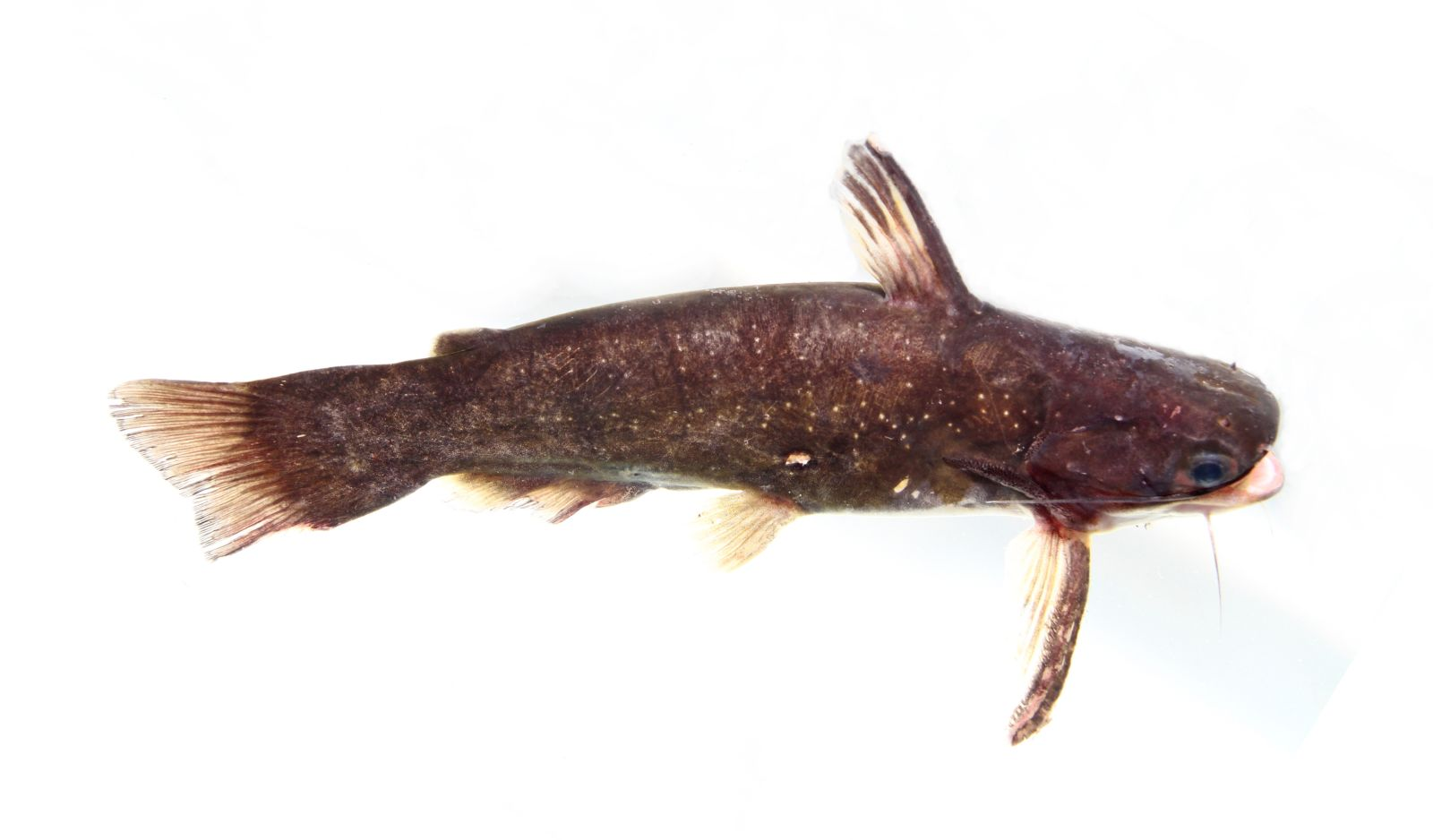
Auchenipterichthys sp.

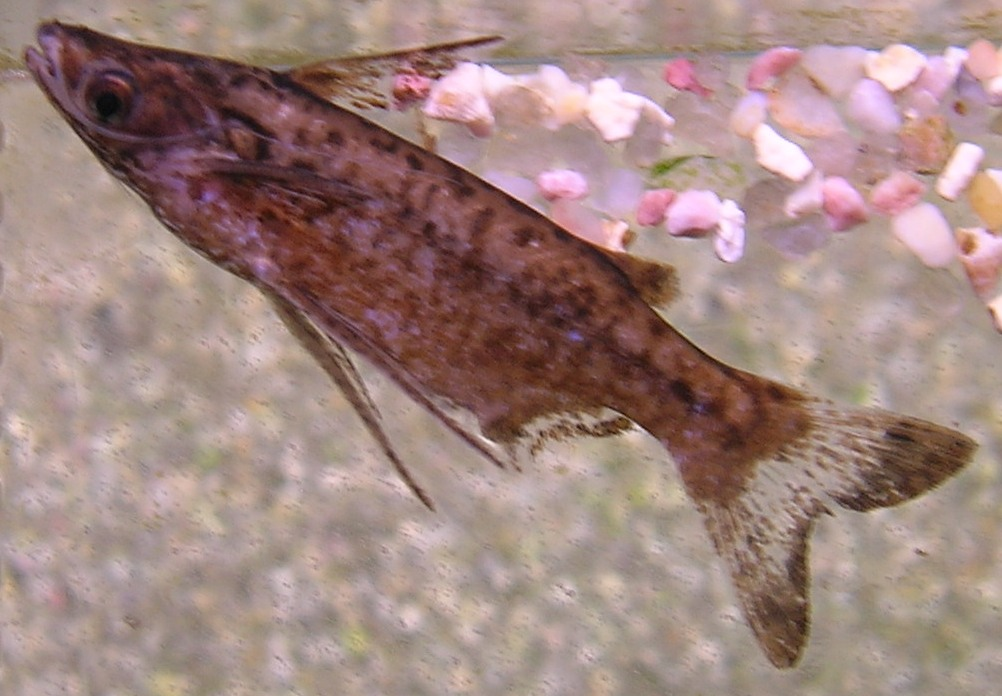
Entomocorus radiosus.

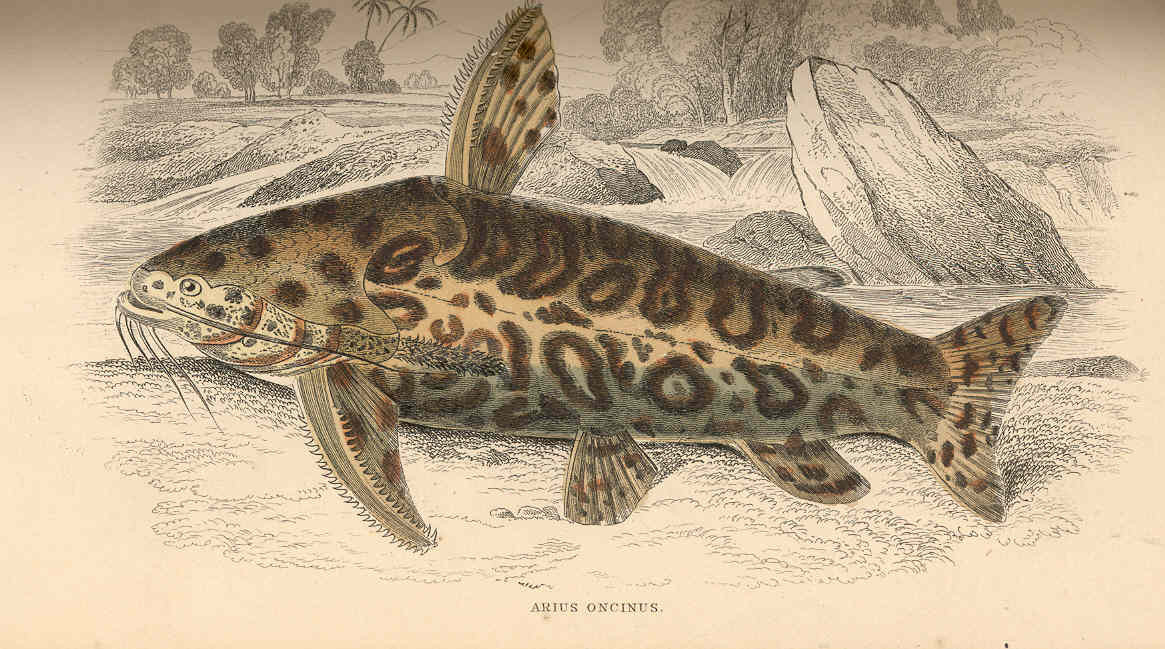
Liosomadoras oncinus.

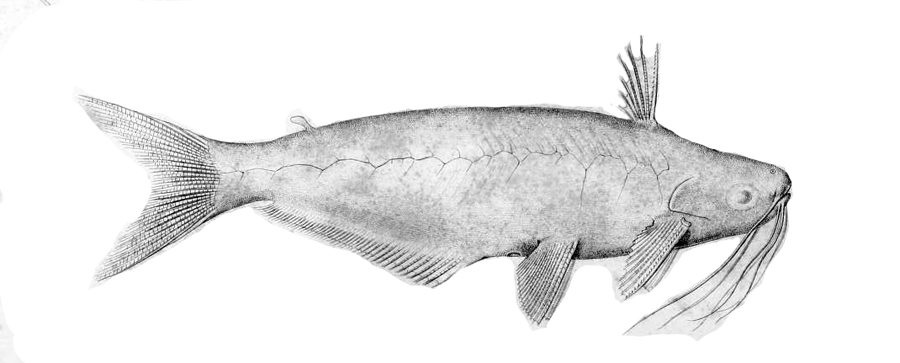
Auchenipterus dentatus.

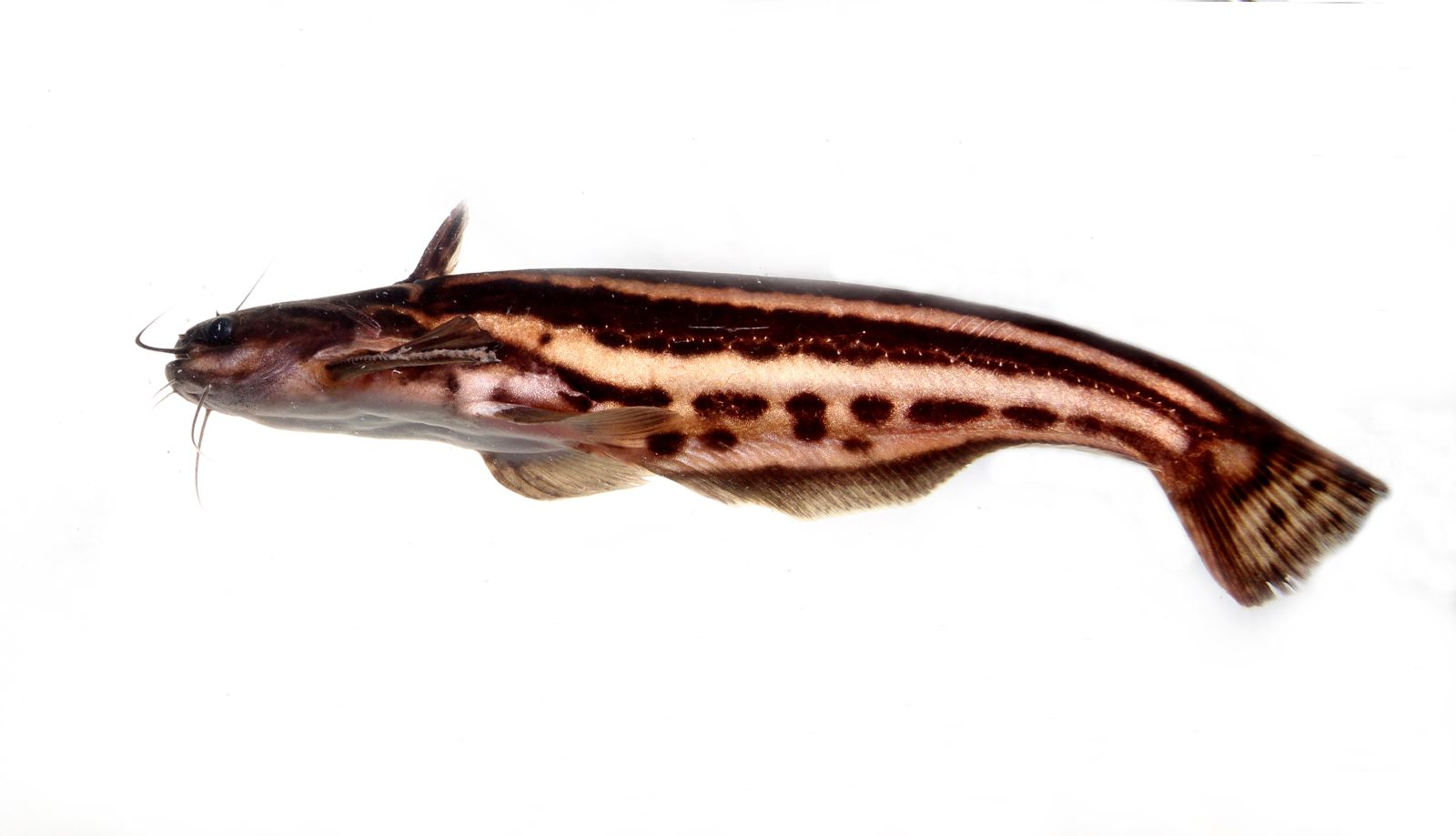
Trachelyopterichthys taeniatus.

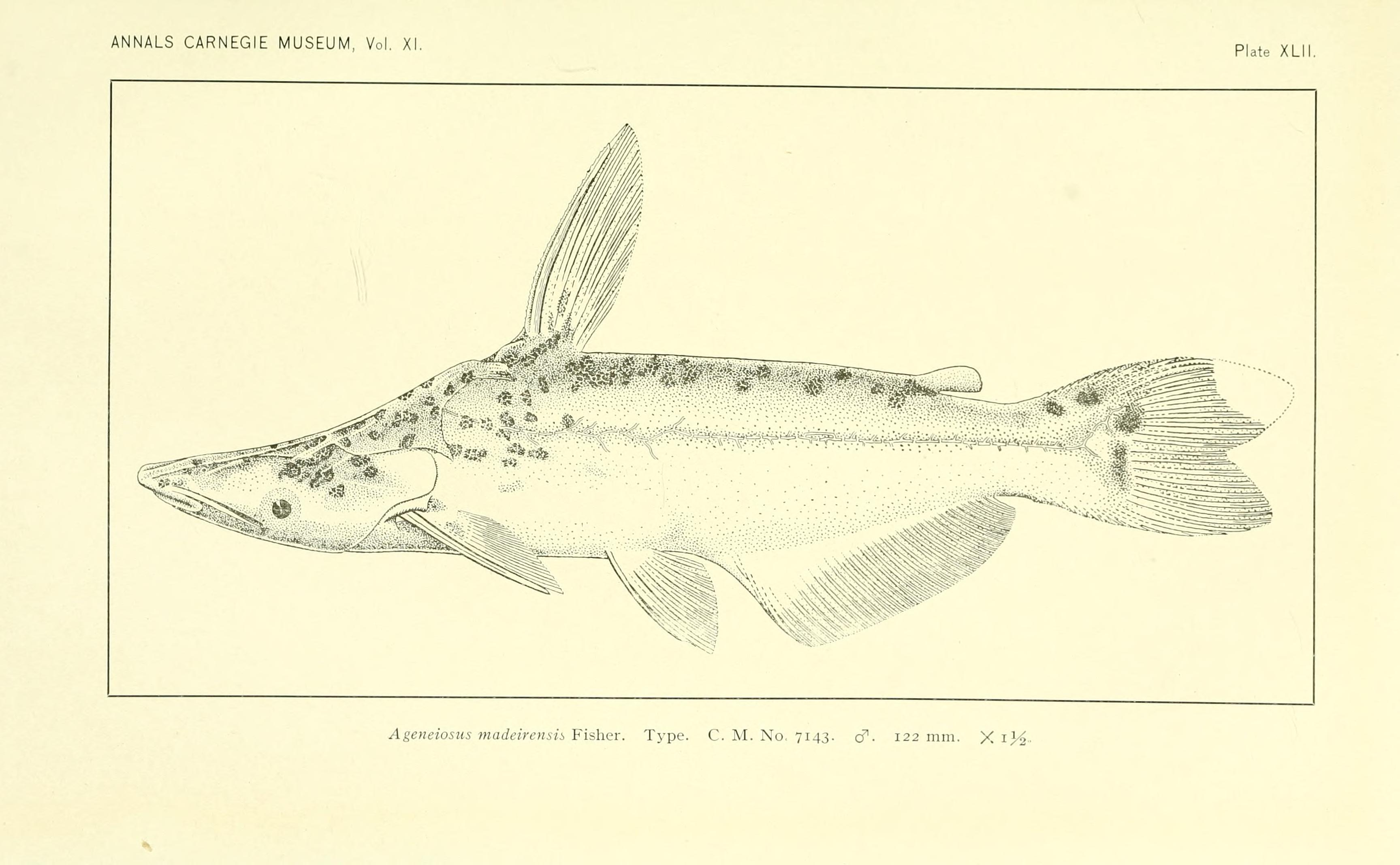
Tympanopleura rondoni.

Esta subfamilia fue descrita, originalmente como tribu, en el año 1862 por el naturalista, médico, anatomista comparativo e ictiólogo holandés Pieter Bleeker.
El género típico es Auchenipterus, descrito en 1840 por el zoólogo francés Achille Valenciennes.
Etimología
Etimológicamente, el término Auchenipterinae se construye con palabras en el idioma griego, en donde: auchen significa 'cuello' y pteryx, -igos es 'aleta', haciendo alusión a una de sus características, el tener la aleta dorsal ubicada en una posición más adelantada que otros siluriformes.

## Distribución geográfica y hábitat
Las especies que integran esta subfamilia habitan en aguas templado-cálidas y cálidas desde Panamá, en América Central, hasta el Río de la Plata superior, en el centro-este de la Argentina y Uruguay, incluyendo cuencas hidrográficas de Colombia, Venezuela, las Guayanas, Brasil, Paraguay, Bolivia, Perú y Ecuador.

## Características
La subfamilia Auchenipterinae se diagnostica por presentar un conjunto particular de caracteres: machos con la abertura urogenital situada en la punta de los radios anteriores de la aleta anal, línea lateral sinusoidal (invertida en Spinipterus, presente también en Centromochlus), cartílago accesorio presente entre el tercer y cuarto basibranquiales (invertido en Asterophysus, presente también en algunos siluriformes no Auchenipteridae) y exhibir 6 radios de aleta pélvica ramificados.

## Subdivisión
Esta subfamilia está integrada por 18 géneros:
- Ageneiosus (Lacepède, 1803)
- Asterophysus (Kner, 1858)
- Auchenipterichthys (Bleeker, 1862)
- Auchenipterus (Valenciennes, 1840)
- Entomocorus (Eigenmann, 1917)
- Epapterus (Cope, 1878)
- Liosomadoras (Fowler, 1940)
- Pseudauchenipterus (Bleeker, 1862)
- Pseudepapterus (Steindachner, 1915)
- Pseudotatia (Mees, 1974)
- Spinipterus Akama y Ferraris 2011
- Tetranematichthys (Bleeker, 1858)
- Tocantinsia (Mees, 1974)
- Trachelyichthys (Mees, 1974)
- Trachelyopterichthys (Bleeker, 1862)
- Trachelyopterus (Valenciennes, 1840)
- Trachycorystes (Bleeker, 1858)
- Tympanopleura C. H. Eigenmann, 1912[10]